# شوگو ابیساوا
شوگو ابیساوا (ژاپنی: 蛯沢 匠吾؛ زادهٔ ۲۹ ژوئیهٔ ۱۹۸۵) یک بازیکن فوتبال اهل ژاپن است.
از باشگاه‌هایی که در آن بازی کرده‌است می‌توان به باشگاه فوتبال هوکایدو کونسادول ساپورو اشاره کرد.